# Bodinayakkanur
Bodinayakkanur là một thành phố và khu đô thị của quận Theni thuộc bang Tamil Nadu, Ấn Độ.

## Địa lý
Bodinayakkanur có vị trí 10°01′B 77°21′Đ / 10,02°B 77,35°Đ Nó có độ cao trung bình là 353 mét (1158 foot).

## Nhân khẩu
Theo điều tra dân số năm 2001 của Ấn Độ, Bodinayakkanur có dân số 73.430 người. Phái nam chiếm 50% tổng số dân và phái nữ chiếm 50%. Bodinayakkanur có tỷ lệ 71% biết đọc biết viết, cao hơn tỷ lệ trung bình toàn quốc là 59,5%: tỷ lệ cho phái nam là 78%, và tỷ lệ cho phái nữ là 64%. Tại Bodinayakkanur, 10% dân số nhỏ hơn 6 tuổi.